# 生態世代
生態世代（法語：Génération Écologie，缩写为GE）是法國的一个綠色政黨。該黨成立於1990年，創立人為布里斯·拉隆德（Brice Lalonde），自稱為具有綠色思想政治家和公務員的跨政黨組織。
1992年法國大區選舉，生態世代與綠黨合作拿下14%的選票，但兩黨聯盟在1993年法國議會選舉衰退到7%。然而選前民調曾高達16%。
諾艾爾·馬梅爾（Noël Mamère）在1992至1994年擔任生態世代副主席，後脫黨成立「生態－團結聚合黨」（Ecology-Solidarity Convergence），之後併入偏向左派的綠黨。儘管早期曾與社會黨結盟，生態世代自認為中間偏右生態政黨。2002年起與保守主義的人民運動聯盟合作，但在2004年法國大區選舉後，與兩大黨的聯繫逐漸消失。
生態世代自2004年起與其他運動組織合作，包括聯邦黨（Parti fédéraliste, PF）、殘疾民主中心（Centre of Handicapped Democrats）、克服失業協會（Vanquish Unemployment Association）等。
法蘭絲·加梅爾（France Gamerre）接替布里斯·拉隆德成為新任黨魁，計畫投入2007年法國總統選舉，但與布里斯相同未能達到500人聯署支持。
2009年歐洲議會選舉，該黨為獨立生態運動一員，得票率3.63%。
2015年9月，该党加入新成立的政党联盟生态主义者！。德尔菲娜·巴托执掌后，生态世代逐渐转向中间偏左的绿色政治路线。并在2022年加入左翼政党联盟生态和社会人民新联盟。

## 外部連結
- 官方網站